# Балалыкин, Дмитрий Алексеевич
Дми́трий Алексе́евич Балалы́кин (род. 19 сентября 1970, Москва) — российский историк медицины, профессор, доктор медицинских наук, доктор исторических наук, Ph.D. in Philosophy, MA in Catholic Clinical Ethics, заведующий кафедрой истории медицины, истории Отечества и культурологии Первого московского государственного медицинского университета имени И. М. Сеченова (2010—2017 гг.), ведущий научный сотрудник, главный научный сотрудник ФГБНУ «Национальный НИИ общественного здоровья имени Н. А. Семашко» (2018—2019 гг.). В настоящее время научный руководитель НБО Фонд поддержки классических исследований, вице-президент Российского общества историков медицины,
Председатель редколлегии энциклопедического альманаха «Антология истории русской хирургии», член редколлегии «Вестника хирургической гастроэнтерологии», главный редактор научно-практического журнала «История медицины».

## Биография

### Образование
В 1993 году окончил Российский государственный медицинский университет им. Н.И. Пирогова, в 1999 году — Российскую академию государственной службы при Президенте Российской Федерации.

### Научная деятельность
В 1999 году в НИЦ «Медицинский музей РАМН» защитил кандидатскую диссертацию на тему «История хирургического лечения язвенной болезни в России (80-е гг. XIX в. — 90-е гг. XX в.)». В 2003 году в ММА им. И. М. Сеченова защитил диссертацию на соискание ученой степени доктора медицинских наук на тему «История становления и развития желудочной хирургии как научного и клинического направления в России XIX—XX в.». В 2007 году на базе РУДН защитил диссертацию на соискание ученой степени доктора исторических наук на тему «Русский религиозный раскол в контексте церковно-государственных отношений второй половины XVII в отечественной историографии». В 2019 году в Софийском университете имени святого Климента Охридского (Болгария, ЕС) защитил диссертацию на соискание ученой степени доктора философии (Ph.D. in Philosophy) на тему «The Apodictic Method in Medicine: It’s Application in Galen’s Works». В 2021 году в Georgetown University (США) защитил диссертацию на соискание ученой степени Master Of Arts (MA in Catholic Clinical Ethics) на тему «Euthanasia general aspects and European experience».
С 2001 года по 2002 год работал старшим научным сотрудником в Центральном научно-исследовательском институте туберкулеза Российской академии медицинских наук (РАМН). С 2002 года по 2010 год — занимал должность старшего научного сотрудника в НИИ истории медицины РАМН. С 2006 года по 2013 год был профессором кафедры восстановительной медицины с курсом традиционных технологий факультета повышения квалификации медицинских работников в Российском университете дружбы народов (РУДН). С октября 2010 года по декабрь 2017 года возглавлял кафедру истории медицины, истории Отечества и культурологии Первого МГМУ имени И. М. Сеченова. С февраля 2018 года по октябрь 2019 года — ведущий научный сотрудник, главный научный сотрудник ФГБНУ «Национальный НИИ общественного здоровья имени Н. А. Семашко». С 2014 года по настоящее время является главным редактором научно-практического журнала «История медицины», а также научным руководителем НБО Фонд поддержки классических исследований.
Под руководством профессора Д. А. Балалыкина защищены 6 докторских и 5 кандидатских диссертаций.

### Руководство кафедрой истории медицины, истории Отечества и культурологии
Под руководством Д. А. Балалыкина на кафедре истории медицины, истории Отечества и культурологии Первого МГМУ им. И. М. Сеченова был сформирован методический подход к учебному процессу, позволяющий интегрировать достижения научно-исследовательской работы кафедры в образовательном процессе с учётом общефилософского и гуманитарного подходов. По результатам работы кафедра под руководством профессора Д. А. Балалыкина входила в число лучших научно-педагогических подразделений университета.
Основные направления деятельности кафедры:
- обеспечение преподавания дисциплин «История медицины», «История Отечества» и «Культурология» на всех факультетах университета, а также чтение курса «История медицинской науки» для аспирантов;
- научно-методическая поддержка российских медицинских вузов в области преподавания истории медицины;
- исследования, посвященные анализу роли религиозно-философских систем (авторская концепция профессора Д. А. Балалыкина) в развитии теории и практики медицины на разных исторических этапах;
- исследования оригинальных античных источников по медицине, многие из которых впервые переводятся на русский язык сотрудниками кафедры, а также работа с архивными материалами по частным вопросам истории медицины;
- научные исследования, посвященные комплексному анализу наследия Галена как врача и философа и его значения для истории медицины;
- подготовка и издание результатов научных исследований и учебно-методических материалов;
- обеспечение деятельности редакции научно-практического рецензируемого журнала «История медицины»;
- международное сотрудничество — совместные научные проекты (конференции, конгрессы) с ведущими университетами и учеными, занимающимися исследованиями в области истории естествознания в целом и медицины в частности.

На кафедре на постоянной основе работали:
- Вивиан Наттон[англ.], почетный профессор истории медицины колледжа при Университете Лондона (University College, London), создатель курса истории медицины в Университете Уорвик в Великобритании (University of Warwick, UK), член Британской академии наук и Немецкой академии Леопольдины.
- Гари Фернгрен, профессор истории Государственного университета Орегона (Oregon State University), советник Международного общества по истории медицины.
- Анна Люсия Смит Илтис, профессор, доктор философии, директор центра биоэтики, здравоохранения и общества Университета Уэйк Форест (США).

### Сфера научных интересов
История медицины, история науки, религиозно-философские предпосылки возникновения научного знания, история русской хирургии.

### Членство в профессиональных организациях
Член Международного общества историков медицины (является национальным делегатом от Российской Федерации), вице-президент Российского общества историков медицины, заместитель председателя правления Российского общества хирургов-гастроэнтерологов, председатель Локального этического комитета ГБОУ ВПО «Первый Московский государственный медицинский университет имени И. М. Сеченова Министерства здравоохранения РФ» (2011—2017 гг.), член Экспертного совета ВАК Министерства образования и науки РФ по медико-профилактическим наукам (2016—2017 гг.).
Председатель редколлегии энциклопедического альманаха «Антология истории русской хирургии», член редколлегии «Вестник хирургической гастроэнтерологии», главный редактор научно-практического журнала «История медицины», главный редактор научно-практического журнала «Философия, методология и история науки» 2016—2017 гг.).

## Основные работы
Автор более 250 научных трудов по истории и философии медицины, истории хирургической гастроэнтерологии, в том числе 11 монографий и 1 патента на изобретения.

### Монографии
- Грибанов Э. Д. Балалыкин Д. А. Медицина Москвы на медалях Императорской России. М.: Издательство «Триада-Х», 1999. 101с.
- Антология истории русской хирурги / Научный центр хирургии Российской академии медицинских наук, Фонд развития новых медицинских технологий. [Т. 1]: Труды по физиологии пищеварения / И. П. Павлов. 2002. 541 с.
- Антология истории русской хирургии / Научный центр хирургии Российской академии медицинских наук, Фонд развития новых медицинских технологий. [Т. 2 / автор вступительных статей и комментариев к публикуемым источникам Д. А. Балалыкин]. 2002. 206 с.
- Балалыкин Д. А. История развития хирургии желудка в России в XIX—XX вв. — М., Издательство «Медицина», 2005. 320 с. ISBN 2225042317
- Балалыкин Д. А. Проблемы «Священства» и «Царства» в России второй половины XVII в. в отечественной историографии (1917—2005 гг.). М.: Издательство «Весть», 2006. 335 с. ISBN 5-93213-034-2
- Антология истории русской хирургии / Научный центр хирургии Российской академии медицинских наук, Фонд развития новых медицинских технологий. [Т. 3] : Этиология и патогенез язвенной болезни / автор вступительных статей и комментариев к публикуемым источникам Д. А. Балалыкин. 2006. 847 с.
- Антология истории русской хирургии / Научный центр хирургии Российской академии медицинских наук, Фонд развития новых медицинских технологий. [Т. 4] : Избранные труды / Б. В. Петровский. 2008. 893 с.
- Балалыкин Д. А., Черноусов А. Ф., Ручкин Д. В., Черноусов Ф. А. Болезни искусственного пищевода. М., Издательский дом «Видар-М», 2008. 673 с.
- В. П. Демихов. Избранные труды / Антология истории русской хирургии. Под редакцией Д. А. Балалыкина. Т. 5. М.:Весть, 2011. 256 с.
- История хирургии пищевода в России в XIX—XX веках (1888—1988 гг.) / Антология русской хирургии. Под редакцией Д. А. Балалыкина. Т. 6. М.: Весть, 2012. 735 с.
- Балалыкин Д. А. Российские научные приоритеты в исследовании физиологии и экспериментальной хирургии желудка в XIX-начале XX в. Монография. 2-е изд. М.: ГЭОТАР-Медиа, 2013. 224 с.
- Гален: врач и философ. М.: Издательство «Весть», 2014. 416 с.
- Гален. Сочинения. Том I. Общ. ред., сост., вступ. ст. и комм. Д. А. Балалыкина; пер. с древнегр. А. П. Щеглова. М.: Весть, 2014. 656 с.
- Гален. Сочинения. Том II. Общ. ред., сост., вступ. ст. и комм. Д. А. Балалыкина; пер. с древнегр. З. А. Барзах. М.: Практическая медицина, 2015. 800 с.
- Первый медицинский в годы Великой Отечественной войны. Под общ. ред. Глыбочко П.В. М.: Практическая медицина, 2015. 173.
- Гален. Сочинения. Том III / общ. ред., сост., вступ. ст. и комм. Д. А. Балалыкина; пер. с древнегреч. З. А. Барзах, И. В. Хорьковой. М.: Практическая медицина, 2016. 560 с.
- Гален. Сочинения. Том IV / общ. ред., сост., вступ. ст. и комм. Д. А. Балалыкина; пер. с древнегреч. З. А. Барзах. М.: Практическая медицина, 2017. 494 с.
- Гален. Сочинения. Том V / общ. ред., сост., вступ. ст. и комм. Д. А. Балалыкина; пер. с древнегреч. З. А. Барзах. М.: Практическая медицина, 2018. 672 с.
- Balalykin Dmitry A. Galen on Apodictics. ibidem Press, 2020. 340 p. (Germany)

### Учебно-методические пособия
- Бергер Е. Е., Туторская М. С. Хрестоматия по истории медицины: учебное пособие под ред. Д. А. Балалыкина. М.: Литтерра, 2012. 617 с.
- Михаловска-Карлова Е. П., Горелова Л. Е. Биоэтический практикум: учебное пособие. Под ред. Д. А. Балалыкина. М.: Литтерра, 2012. 207 с.
- Балалыкин Д. А., Киселев А. С. История и современные вопросы развития биоэтики. Учебное пособие. М.: ГЭОТАР-Медиа, 2012.143 с.
- Балалыкин Д. А. Зарождение медицины как науки в период до XVII века. Учебное пособие. М.: Весть, 2013. 253 с.
- Балалыкин Д. А. Зарождение медицины как науки в период до XVII века. 2-е издание. М.: Литтера, 2013. 263 с.
- Козовенко М. Н., Балалыкин Д. А., Черноусов Ф.А. Избранные страницы истории русской хирургии. Курс лекций. Учебное пособие для студентов. Москва, 2013. 263 с.
- Балалыкин Д. А., Каренберг А., Дуглас Л., Наттон В., Тиелеман Т., Эбрахимнижад Х., Фернгрен Г. Под ред. Балалыкина Д. А. История медицинской науки. Курс лекций (видео). Учебное пособие для аспирантов. М., 2015.
- Балалыкин Д. А., Шок Н. П. История медицины : учеб. пособие в трех книгах. Книга первая. Руководство к преподаванию. М.: ГЭОТАР-Медиа, 2017. 176 с.
- Балалыкин Д. А., Шок Н. П., Сергеева М. С., Панова Е. Л., Григорьян Я. Г. История медицины. Учебное пособие в 3-х книгах. Книга вторая. Практикум. М.: ГЭОТАР-Медиа, 2017. 432 с.
- История медицины. Учебное пособие в 3-х книгах. Книга третья. Хрестоматия / Под ред. Д. А. Балалыкина. М.: ГЭОТАР-Медиа, 2017. 416 с.
- Balalykin D.A. The History of Russian Surgery: Selected Pages. M.: Prakticheskaya meditsina, 2017. 288 p.

### Статьи
- Балалыкин Д. А. Комментарий к статье «Феномен Демихова. В Институте им. Склифосовского (1960—1986 гг.). C.N. Barnard и первая клиническая пересадка сердца (3 декабря 1967 г.). В. П. Демихов и C.N. Barnard: точки соприкосновения». Трансплантология. 2020;12(3):351-352.
- Балалыкин Д. А. Представления Галена о пищеварительной системе в контексте соизмеримости медицинского знания различных эпох. История медицины. 2019. Т. 6. № 2. С. 133—150.
- Балалыкин Д. А. Что мы знаем об Эрасистрате? Часть 3. История медицины. 2018. Т. 5. № 3. С. 259—270.
- Балалыкин Д. А. Что мы знаем об Эрасистрате? Часть 2. История медицины. 2018. Т. 5. № 2. С. 181—196.
- Балалыкин Д. А. Что мы знаем об Эрасистрате? Часть 1. История медицины. 2018. Т. 5. № 1. С. 3-15.
- Балалыкин Д. А., Шок Н. П. Влияние пифагорейцев на медицину: исторический факт или проблемы интерпретации? Часть 2. История медицины. 2017. Т. 4. № 4. С. 363—373.
- Балалыкин Д. А., Шок Н. П. Влияние пифагорейцев на медицину: исторический факт или проблемы интерпретации? Часть 1. История медицины. 2017. Т. 4. № 3. С. 346—359.
- Балалыкин Д. А. Anamnesis Morbi или Anamnesis Tubi? К вопросу о методах и методологии историко-медицинского исследования. История медицины. 2017. Т. 4. № 2. С. 136—151.
- Балалыкин Д. А. Античная медицина после Герофила. Часть 2. Натурфилософские основы, теория и практика школы врачей-методистов. История медицины. 2017. Т. 4. № 1. С. 100—120.
- Балалыкин Д. А., Шок Н. П. Натурфилософия стоиков и её влияние на медицину врачей-эмпириков. Opera Medica Historica. Труды по истории медицины: Альманах РОИМ. 2017. Вып. 2. С. 28-43.
- Балалыкин Д. А. Значение философских идей Платона для развития медицинской теории. История и философия античной медицины: сборник научных трудов. 2017, С. 55-79.
- Балалыкин Д. А., Шок Н. П. Аподиктический метод в традиции древнегреческой рациональной медицины: Гиппократ, Аристотель, Гален. История медицины. 2016. Т. 3. № 4. С. 462—479.
- Балалыкин Д. А. О проблеме периодизации истории медицины. История медицины. 2016. Т. 3. № 3. С. 245—264.
- Балалыкин Д. А. Античная медицина после Герофила. Часть 1. История медицины. 2016. Т. 3. № 1. С. 5-19.
- Балалыкин Д. А. Значение натурфилософии стоицизма для развития античной медицины. Часть 1. Философия, методология и история науки. 2016. Т. 2. № 1. С. 36-54.
- Балалыкин Д. А. Физиологический эксперимент как основа аргументов Галена в полемике с оппонентами (на примере второй книги «Об учениях Гиппократа и Платона»). ΣΧΟΛΗ (Schole). 2016. T. 10.2. C. 626—658.
- Балалыкин Д. А. Первая книга трактата Галена «О доктринах Гиппократа и Платона». Вопросы философии. 2015. № 8. С. 124—131.
- Балалыкин Д. А. Микроструктура живой материи в натурфилософской системе Галена. Часть II. Философия науки. 2015. № 3 (66). С. 95-112.
- Балалыкин Д. А. Микроструктура живой материи в натурфилософской системе Галена. Часть I. Философия науки. 2015. № 2 (65). С. 119—134.
- Балалыкин Д. А. Натурфилософия и принципы общей патологии в системе Галена (на примере трактата «Искусство медицины»). Часть 2. История медицины. 2015. Т. 2. № 2. С. 271—293.
- Балалыкин Д. А. Натурфилософия и принципы общей патологии в системе Галена (на примере трактата «Искусство медицины»). Часть 1. История медицины. 2015. Т. 2. С. 104—149.
- Балалыкин Д. А. Сущностное единство духовного и телесного в теоретико- практической системе Галена. Часть II. Философия науки. 2014. № 4. С. 112—138.
- Балалыкин Д. А. Сущностное единство духовного и телесного в теоретико-практической системе Галена. Часть I. Философия науки. 2014. № 3. С. 112—149.
- Балалыкин Д. А. Религиозно-философские системы и их значение для истории медицины. История медицины. 2014. № 1. С. 9-26.
- Балалыкин Д. А. Гален и врачи-эрасистраторы: клинические и натурфилософские аспекты полемики. История медицины. 2014. № 3. С. 119—161.
- Балалыкин Д. А. Преемственность взглядов Гиппократа и Галена на природу организма человека. История медицины. 2014. № 4. С. 89-184.
- Балалыкин Д. А., Шок Н. П., Щеглов А. П. Натурфилософская традиция античного естествознания и александрийская школа в III веке. Часть 3. Философия науки 2013. № 4 (59). С. 132—154.
- Балалыкин Д. А., Шок Н. П., Щеглов А. П. Натурфилософская традиция античного естествознания и александрийская школа в III веке. Часть 2. Философия науки. 2013. № 3 (58). С. 128—150.
- Балалыкин Д. А., Шок Н. П., Щеглов А. П. Натурфилософская традиция античного естествознания и александрийская школа в III веке. Часть 1. Философия науки. 2013. № 2 (57). С. 157—175.
- Богопольский П. М., Абакумов М. М., Кабанова С. А., Балалыкин Д. А. Толстокишечная эзофагопластика в России: к истории развития метода. Хирургия. Журнал им. Н. И. Пирогова. 2012. № 3. С. 86-91.

### Материалы международных конференций
- Between atheism and pseudo-Christianity: the place of religion in Russian medicine and education. Medicine and Religion, USA, 2019.
- New perspective glance on medical schools in Alexandria in the 4th century BC. 46th ISHM Congress, Lisbon, 2018.
- Science vs. Vocation: Problems of Modern High Education and Clinical Practice in Russia". Medicine and Religion, USA, 2017.
- The Significance of Aristotle’s Works in the Development of Ancient Greek Rational Medicine. Proceedings of the Moscow International Conference on Aristotle «The legacies of Aristotle as Constitutive Element of European Rationality» 4-8 September 2017, P. 276—293.
- Plato, Aristotle and Galen: theory of soul and its significance for the history of medicine. 9th Meeting of International Society for the History of Medicine, China, 2017. (with N.P. Shok)
- The history of medicine as an discipline in Russia: traditions and modern experience. 5th National Meeting of history of Science and Technology: 2th International Congress of Interdisciplinary History of Health. Portugal, 2016. (with N.P. Shok)
- Concept of Immortal Soul in antique medicine and natural philosophy. 45th Congress of the International Society For the History of Medicine. Argentina, 2016.
- The Concept of the «Immortality of the Human Soul» and its Meaning for the Growth of Rational Medicine in Antiquity. The 5th Annual Conference on Medicine & Religion. USA, 2016.
- Interpreting Galen. International conference Interpreting Galen. England, 2015.
- Metodological problems in history and philosophy of medicine. International conference on historical and political sciences. Austria, 2015.
- Galenism and Early Christianity. The 4th Annual Conference on Medicine & Religion. USA, 2015.
- Christianity and science in soviet and post-soviet historiography. The 3rd Annual Conference on Medicine & Religion. USA, 2014.
- Fathers of the early Christian church and their relationship to science in modern historiography. The 3rd Annual Conference on Medicine & Religion. USA, 2014.
- Teaching the history of medicine as part of general history of science. 24th International Congress of the History of Science, Technology and Medicine. United Kingdom, 2013.

С 2018 г. живёт и работает в США.